# The Impossible Planet
"The Impossible Planet" (KBS 방영 제목: <블랙홀의 저주>)는 영국의 SF 드라마 《닥터 후》 시리즈 2의 여덟 번째 에피소드이다. 2006년 6월 3일 영국에서 처음 방송되었으며, "The Satan Pit"과 함께 2부작으로 된 에피소드 중 전편에 해당된다. 줄거리는 타디스가 우연히 어느 행성 위에 건설된 기지 내부에 착륙하는 것부터 시작된다. 그 행성은 블랙홀 주변을 공전하고 있었는데, 블랙홀 속으로 빨려들어가지 않는다는 것은 닥터도 어리둥절할 정도로 불가사의한 상황이었다. 그 기지에서는 행성의 공전을 가능케 하는 알 수 없는 에너지 근원지를 찾아 지하로 파내려가는 작업을 하고 있었는데 인류 제국에 이익이 되지 않을까 싶어서였다. 그러나 그곳에는 먼 옛날의 악마가 살고 있었다는 것이 밝혀지고, 마침내 깨어나고 만다.

## 줄거리
깊은 우주의 어느 탐험기지 보호구역에 타디스가 착륙하고, 닥터는 주변 구역을 둘러보다 타디스도 해독하지 못할 정도로, 즉 "말도 못하게 먼 옛날에" 쓰이던 수상한 외계 문자들이 적혀 있는 것을 발견한다. 그러다 기괴하게 생긴 외계인과 마주치고 경계하는데, 알고보니 이들은 우드 (Ood)라 해서 이 기지에서 일하는 유순한 노예 종족이었다. 오해가 풀린 닥터와 로즈는 이 기지의 팀원들을 만나는데 이름이 각각 잭, 아이다, 제퍼슨, 대니, 스쿠티, 토비였다. 이들은 '크롭 토르'라는 미지의 행성을 조사하기 위한 탐험대였다. 탐험대의 대장인 잭은 크롭토르가 왠진 몰라도 블랙홀 주변을 공전하고 있고, 행성 주변에 중력이 일종의 깔대기처럼 모여서 블랙홀에 빠지지도 벗어나지도 않은 채 그 주변에 안정적으로 자리해 있다고 설명한다. 또 그 중력 깔대기는 행성 지하로 15km 정도 들어가면 있는 엄청난 에너지 원동력에서 나오며, 자신들은 그 에너지를 알아내기 위해 드릴로 파내려가고 있다고 말한다. 그런데 그에 앞서 닥터와 로즈가 팀원들을 소개받자마자 땅이 심하게 흔들리면서 전 기지가 타격을 받고, 급기야 타디스가 있던 기지 구역이 행성 내부로 추락하고 만다. 로즈와 닥터는 행성에 꼼짝없이 갇힌 상황을 타개하기 위해 팀원들을 거들기 시작한다.
드릴이 목표지점 부근에 도달하자 알 수 없는 '악의 존재'가 스스로 자신의 존재를 드러내기 시작한다. 우드가 하는 말을 번역해주는 구 장치가 "야수가 깨어났다"는 이상한 말을 내뱉고, 토비는 자신도 모르게 그 야수에게 빙의당한다. 토비에게 빙의한 야수는 아무런 보호장치 없이 기지 밖을 돌아다니다 스쿠티에게 발각되자 그녀를 찾아가 죽인다. 한편 드릴 작업이 완료되고 닥터는 아이다와 함께 행성 내부로 내려가보는 데 자원한다. 수갱을 따라 내려간 두 사람은 밑바닥에 도착하고 난 뒤 거대한 원형 판을 발견하는데 더더욱 알 수 없는 문자가 새겨져 있었다. 닥터는 이것이 하나의 대문이라고 믿고, 두사람이 힘을 합쳐 판을 열어 그 내부를 들여다본다. 그때 갑자기 야수가 토비에게 다시 빙의하고, 그대로 기지 내에 있는 모든 우드에게 빙의해 야수의 군단을 자명한다. 또다시 기지 내에 지진이 닥치고, 로즈와 남은 팀원들은 행성이 블랙홀로 빨려들어가기 시작했다며 경보를 내리는 한편, 우드들은 "이제 나는 자유다"라는 야수의 목소리를 반복하며 그들에게 다가간다.

### 리뷰
- (영어) 〈The Impossible Planet〉   - 아웃포스트 갈리프레이 리뷰
- (영어) 〈The Impossible Planet" / "The Satan Pit〉   - 아웃포스트 갈리프레이 리뷰
- (영어) "The Impossible Planet"  리뷰 - The Doctor Who Ratings Guide
- (영어) "The Impossible Planet" / "The Satan Pit"  리뷰 - The Doctor Who Ratings Guide